# Бендер: Золото империи
«Бендер: Золото империи» — российский художественный фильм 2021 года, продолжение фильма «Бендер: Начало» от продюсерской компании «Среда» с Сергеем Безруковым и Арамом Вардеваняном. Получил неоднозначные отзывы критиков. Его продолжением стала картина «Бендер: Последняя афера».

## Сюжет
Действие фильма проходит на фоне гражданской войны на Юге России. Председатель Реввоенсовета Лев Троцкий рискует не получить необходимое Красной армии оружие, если не будет найден пропавший в ходе транспортировки жезл графа Румянцева. Он поручает Григорию Котовскому отыскать и вернуть эту реликвию.
Одновременно поиски ведут молодой авантюрист Остап Задунайский и его наставник, опытный мошенник Ибрагим Бендер. Гробовщик Марк Сагалович, в доме которого хранится жезл, решает выдать дочь Соню против её воли за налётчика Мишку Япончика. Остап и Ибрагим приходят на свадьбу в костюмах ортодоксальных евреев, чтобы украсть жезл. Неожиданно на свадебный пир заявляется левый анархист Нестор Махно и похищает реликвию.
Котовский, примкнувший к бандитке Тарасевич, берёт в заложники Бендера и Задунайского, чтобы подобраться к лагерю Махно. За этим следует вереница приключений, в которым главным героям всё же удаётся уцелеть.

## В ролях
- Сергей Безруков — Ибрагим Сулейман Берта-Мария Бендер-бей
- Арам Вардеванян — Остап Задунайский
- Никита Кологривый — Мишка Япончик[5]
- Юлия Макарова — Соня Сагалович
- Вера Брежнева — Ольга Тарасевич
- Юрий Колокольников — Котовский
- Павел Деревянко — Нестор Махно
- Максим Белбородов — Беня
- Александр Цекало — Марк Сагалович
- Юлия Рутберг — Мадам Сагалович
- Ольга Сутулова — Мария Федоровна Задунайская, мама Оси
- Артём Ткаченко — штабс-капитан Мишин-Аметистов, военный комендант Солнечноморска
- Андрей Лёвин — Лев Троцкий

## Создание и оценки
Фильм снят компанией Sreda, принадлежащей Александру Цекало, и телеканалом «Россия-1». Режиссёром стал Игорь Зайцев. В прокат картина вышла 15 июля 2021 года. Впоследствии из фильмов «Бендер: Начало», «Бендер: Золото империи» и «Бендер: Последняя афера» планировалось создать единый сериал об Остапе Бендере. Премьера второй части кинофраншизы в федеральном телевизионном эфире состоялась 18 февраля 2022 года на канале «Россия-1».
Зрительские отклики на фильм получились неоднозначными. Критики отмечают, что на создание оригинального продукта у авторов картины «не хватило таланта», а потому произошло заимствование материала из «Пиратов Карибского моря». При этом, по мнению обозревателя «Киноафиши» Ксении Реутовой, фильм оказался заметно хуже, чем предыдущая часть франшизы — «Бендер: Начало». Дмитрий Сосновский из «Российской газеты» назвал фильм смелой и неплохой смесью «Неуловимых мстителей» и гайричивщины. Максим Воронов (издание «Регнум») назвал фильм «издевательской карикатурой», «лишённым всякой художественности пост-пост-постмодернизмом», который «сводит исторические события к бессмысленному, кровавому и при этом стыдноватому мельтешению», а главными героями делает простых жуликов. При этом, по мнению Воронова, «техническое качество и увлекательность сюжета» в «Золоте империи» «явно выросли» по сравнению с «Началом».
Обозреватель ресурса Kudago написал в рецензии о «вспышках упоительного китча». По его словам, «при вполне увлекательном сюжете, хорошей дозе экшена, фарсово-выразительных персонажах и с фантазией созданных декорациях... действие местами вязнет то в „дохлой, томной лирике“ (обычное дело для фильма с Безруковым), то в режущей глаз серьезности сцен с показательными расправами, то в обычных сценарных ямах. На полпути к здоровому юмору у сценаристов кончается горючее. В итоге ни трэша, ни лирической комедии — только чудаковатые приключения на фоне бездорожья и разгильдяйства».